# Marzieh Hamidi
Marzieh Hamidi (paschtunisch مرضیه حمیدي, persisch مرضیه حمیدی; geb. 2002 im Iran) ist eine afghanische Taekwondoin.

## Leben
Marzieh Hamidi kehrte mit ihrer Familie nach Afghanistan zurück und als die Taliban erneut an die Macht kamen, floh sie nach Frankreich. Als engagierte Feministin wird sie von den Taliban mit dem Tod bedroht.
Im Oktober 2023 wurde sie zusammen mit der iranischen Schachspielerin Mitra Hejazipour mit der Medaille d’honneur der französischen Nationalversammlung ausgezeichnet. Die Medaille übergab der Abgeordnete Hadrien Ghomi.
Nachdem sie in einem in sozialen Netzwerken veröffentlichten Video das Schicksal von Frauen in Afghanistan angeprangert hatte, erhielt sie Tausende von Telefondrohungen und reichte im September 2024 eine Beschwerde ein.

## Sport
Sie trainiert in Vincennes, bei INSEP, mit der französischen Mannschaft und möchte mit dem Refugee Olympic Team bei den Olympischen Sommerspielen teilnehmen.